# دوگو (شهر)
دوگو (به لاتین: Dugu) یک شهرک در جمهوری خلق چین است که در شهر شینله واقع شده‌است. دوگو ۶۳ متر بالاتر از سطح دریا واقع شده‌است.